# Maillé (Vienne)
Maillé è un comune francese di 594 abitanti situato nel dipartimento della Vienne nella regione della Nuova Aquitania.

## Società

### Evoluzione demografica
Abitanti censiti